# Anwaltsgeheimnis
Das Anwaltsgeheimnis (teilweise auch ungenau als Berufsgeheimnis bezeichnet) ist die Pflicht des Anwaltes zur Geheimhaltung aller relevanter Umstände, die ihm im Zusammenhang mit der Ausübung des Mandats bekannt werden, und ein Teil der Pflichten des Rechtsanwaltes im Zusammenhang mit der Ausübung seines Berufes.
Wird das Recht zur Geheimhaltung (Anwaltsimmunität) und die Pflicht zur Geheimhaltung (Anwaltsgeheimnis im engeren Sinn) zusammengefasst, liegt das Anwaltsgeheimnis im weiteren Sinne vor.
Dem Rechtsanwalt ist es grundsätzlich nur dann möglich seinen Beruf auszuüben, wenn er von staatlichen Einflüssen so weit wie möglich unabhängig arbeiten kann und das Anwaltsgeheimnis im weiteren Sinne und auch die absolute Treuepflicht des Rechtsanwaltes gegenüber seinem Mandanten von staatlicher Seite umfassend gewährleistet wird.
Sehr ähnliche gesetzliche Regelungen bestehen für Steuerberater (§ 57 Abs. 1 StBerG, § 5 BOStB und § 203 Abs. 1 Nr. 3 StGB) und Wirtschaftsprüfer (§ 57b WPO, § 203 Abs. 1 Nr. 3 StGB).
Das Anwaltsgeheimnis ist in den deutschsprachigen und englischsprachigen Ländern mit geringen Abweichungen ähnlich ausgestaltet, wird in anderen Ländern lockerer oder, wie z. B. in Frankreich, auch weitaus strenger gehandhabt.

## Geschichte
In der Reichskammergerichtsordnung aus dem Jahr 1495, § 6, findet sich die Verpflichtung, dass Advokaten Dinge, die sie erfahren haben, iren Partheyen tzu Schaden nyemand offenbarn dürfen. Im englischen Fallrecht (case-law) ist hierzu eine ähnliche Entscheidung aus dem Jahr 1577 im Fall Berd v Lovelace bekannt.

## Zweck des Anwaltsgeheimnisses
Das Anwaltsgeheimnis soll gewährleisten, dass der Mandant dem Rechtsanwalt alle notwendigen Informationen ohne Furcht mitteilen kann, damit der Anwalt ihn umfassend und richtig beraten und vertreten kann. Das Anwaltsgeheimnis im engeren Sinne ist ein Recht des Mandanten und eine Verpflichtung des Rechtsanwaltes (Träger des Rechtes ist somit der Mandant und sprachlich richtigerweise wäre dies als Mandantengeheimnis zu bezeichnen – analog z. B. zum Patientengeheimnis. Im engl.: wird es etwas konkreter als legal professional privilege bezeichnet.).

## Umfang des Anwaltsgeheimnisses
Das Anwaltsgeheimnis umfasst jede Tätigkeit des Rechtsanwaltes als solcher gegenüber seinem Mandanten, unabhängig davon, ob es sich um einen Fall im Zivil- oder Strafrecht, Verwaltungsrecht oder in Steuersachen etc. handelt. Es umfasst die reine Beratung als auch die behördliche oder gerichtliche Vertretung als auch die Vertretung z. B. vor Schiedsgerichten oder gegenüber Privatpersonen. Auch gemeinsame Gespräche zwischen einem oder mehreren Parteien und ihren jeweiligen Rechtsanwälten sind vom Anwaltsgeheimnis umfasst, sofern diese vertraulich sein sollen. Diese Geheimhaltungspflicht erstreckt sich auch auf die Namen der Klienten, weswegen z. B. eine Durchsuchung von Aktenkoffern von Rechtsanwälten bereits gegen das Anwaltsgeheimnis verstoßen kann, wenn dadurch Namen unberechtigten Personen offenbar werden könnten (z. B. Mitarbeitern der Polizei, der Staatsanwaltschaft, Security etc.).
Vom Anwaltsgeheimnis geschützt sind nach dem Recht der Europäischen Union Unterlagen, Informationen etc., die sich beim Rechtsanwalt befinden oder bei seinem Mandanten, auch vorbereitende Unterlagen, die dem Rechtsanwalt als solche nützlich oder unerlässlich sind, um den Kontext, die Natur und die Bedeutung des Sachverhaltes zu begreifen. Unterlagen, Informationen etc. auch dann, wenn diese ausschließlich erstellt worden sind, um im Rahmen der Ausübung der Verteidigerrechte eine rechtliche Beratung eines Rechtsanwaltes anzufordern und dies auch dann, wenn solche Unterlagen nicht erstellt worden sind, um als solche dem Rechtsanwalt übermittelt zu werden.
Vom Anwaltsgeheimnis nicht geschützt sind Unterlagen, Informationen etc., die sich nicht bei einem unabhängigen Rechtsanwalt befinden (Rechtsanwälte, die z. B. durch einen Dienstvertrag an den Mandanten gebunden sind). Der Europäische Gerichtshof für Menschenrechte sieht jede Korrespondenz zwischen Anwalt und Mandant als von Anwaltsgeheimnis geschützt an, auch wenn sich diese außerhalb der Räumlichkeiten einer Anwaltskanzlei befinden, insbesondere, wenn sich diese in den Geschäftsräumlichkeiten eines verdächtigen Unternehmens befinden.
Das Anwaltsgeheimnis muss aktiv und passiv gewährleistet werden:
- Der Anwalt muss verhindern, dass andere Personen von den ihm oder seinen Mitarbeitern anvertrauten relevanten Informationen Kenntnis erlangen, soweit der Mandant dem nicht ausdrücklich zustimmt oder diese bereits öffentlich gemacht wurden, und
- er und seine Mitarbeiter sind selbst verpflichtet, keine relevanten Informationen weiterzugeben, ohne Auftrag des Mandanten, soweit diese Informationen nicht bereits öffentlich bekannt sind.

Der Mandant kann in den deutschsprachigen und englischsprachigen Ländern grundsätzlich darauf verzichten, dass der Anwalt das Anwaltsgeheimnis einhält, jedoch erst nach einer umfassenden und erschöpfenden Beratung durch den Rechtsanwalt (oder die Ablehnung dieser Beratung). Werden Informationen vom Mandanten selbst veröffentlicht, so ist auch der Rechtsanwalt in den deutschsprachigen und englischsprachigen Ländern nicht mehr an seine Geheimhaltungspflicht (in diesem Zusammenhang) gebunden.
Im Gegensatz zum US-amerikanischen Recht, sind Unternehmensjuristen (in-house-counsel, siehe auch: Syndikusanwalt) in den deutschsprachigen Ländern vom Anwaltsgeheimnis grundsätzlich nicht generell umfasst. Es kann hier jedoch ein mehr oder weniger weitgehender (gesetzlicher) Schutz durch das Berufsgeheimnis bestehen oder ergibt sich aus der Verschwiegenheitspflicht. In der Schweiz sind Unternehmensanwälte teilweise auch den Standespflichten der eingetragenen Rechtsanwälte unterstellt.

## Rechtsgrundlage
Das Anwaltsgeheimnis setzt sich aus
- gesetzlichen (Schutz durch den Gesetzgeber),
- standesrechtlichen (Schutz durch das anwaltliche Standesrecht) als auch
- vertraglichen (Schutz durch die Vertragsbeziehung Mandant-Rechtsanwalt)

Teilen zusammen. Alle drei Teile zusammen führen dazu, dass die gesamte Staatsgewalt (Legislative, Exekutive und Judikative) vor dem Anwaltsgeheimnis zurücktreten muss und auch in Ausnahmefällen in einem funktionierenden Rechtsstaat keine Durchbrechung möglich ist, sofern diese nicht zuvor gesetzlich angeordnet wurde.
Die gesetzlichen Rechtsgrundlagen finden sich z. B. in völkerrechtlichen Vereinbarungen (z. B. der EMRK), im Recht der Europäischen Union (Europarecht) und im nationalen Recht der Mitgliedstaaten der völkerrechtlichen Vereinbarung oder der Europäischen Union bzw. des Europäischen Wirtschaftsraums (EWR).

### Grundrechte
Das Anwaltsgeheimnis ist auf Grundlage der Rechtsprechung des EMRK-Gerichtshofes nach Artikel 6 EMRK (Recht auf ein faires Verfahren) und Artikel 8 EMRK (Recht auf Privatsphäre) umfassend geschützt. Das Recht auf ein faires Verfahren ist auch ähnlich in Artikel 47 Abs. 2 der Grundrechtecharta (GRC) geregelt und das Recht auf Privat- und Familienleben in Artikel 7 GRC.

### Europäische Union
In der Europäischen Union ist das Anwaltsgeheimnis umfassend als allgemeiner Rechtsgrundsatz anerkannt, spätestens seit der Entscheidung des Europäischen Gerichtshofs (EuGH) in der Rechtssache C-155/79, AM & S. Sekundärrechtlich ist das Anwaltsgeheimnis z. B. in der Richtlinie (RL) 2013/48/EU (RechtsbeistandsRL) oder der RL 2014/104/EU (KartellschadenersatzRL) normiert und in nationales Recht umzusetzen.

### Berufsrecht
Berufsrechtliche Geheimhaltungspflichten für deutsche Rechtsanwälte ergeben sich z. B. aus § 43a Abs. 2 Bundesrechtsanwaltsordnung, näher konkretisiert in § 2 Berufsordnung (BORA). Für österreichische Rechtsanwälte siehe z. B. §§ 9 und 10a RAO in Liechtenstein Artikel 15 Rechtsanwaltsgesetz (RAG).

### Vertragliche Verpflichtungen
Grundsätzlich sind Mandant und Rechtsanwalt berechtigt jede vertragliche Vereinbarung zu treffen, die sie für erforderlich und nützlich halten, soweit diese nicht gegen gesetzliche Verpflichtungen verstoßen.

## Berechtigte und Verpflichtete aus dem Anwaltsgeheimnis
Berechtigter aus dem Anwaltsgeheimnis ist der Mandant des Rechtsanwaltes. Wann das Mandat beginnt bzw. begonnen hat, ist jeweils im Einzelfall zu beurteilen. Auch ohne schriftliche Mandatierung kann bereits ein Mandat bestehen, das den Anwalt oder seine Mitarbeiter zur Geheimhaltung verpflichtet. Die Verschwiegenheitspflicht gilt auch dann, wenn keine Mandatierung erfolgt.
Verpflichtete aus dem Anwaltsgeheimnis sind der eingetragene und/oder zum Beruf zugelassene Rechtsanwalt oder ihm gleichgestellte Personen (z. B. Rechtsagenten, teilweise Notare etc.) und die von ihm beigezogenen externen und internen Hilfskräfte.
Die Berechtigung und Verpflichtung gilt auch dann, wenn ein Rechtsanwalt grenzüberschreitend in der Europäischen Union im Rahmen der Dienstleistungsfreiheit im Sinne von Artikel 56 ff. AEUV bzw. Artikel 36 ff. EWR-Abkommen tätig wird, weil die Dienstleistungserbringung unter den Voraussetzungen erfolgt, welche im entsprechenden Unionsmitgliedstaat für dessen Angehörige gelten (Artikel 57 Abs. 3 letzter Satz AEUV).
In den USA wurde teilweise im Zusammenhang mit dem Anwaltsgeheimnis auf den rechtlichen Umfang des Schutzes des Anwaltsgeheimnisses aus dem Herkunftsland des Rechtsanwaltes abgestellt und damit der strenge Schutz des Anwaltsgeheimnisses in den USA selbst von US-Behörden umgangen. Diese Umgehung ist inzwischen, zumindest richterrechtlich, eingeschränkt worden.

## Nichtvorliegen des Anwaltsgeheimnisses
Das Anwaltsgeheimnis liegt unter Umständen nicht vor, wenn keine Mandatierung vorliegt, beispielsweise der Rechtsanwalt nicht als Rechtsanwalt (sondern z. B. als Mitglied eines Verwaltungsrates) tätig wird oder der Mandant vorab auf die Einhaltung ganz oder teilweise verzichtet hat etc.
Auf das Anwaltsgeheimnis nicht berufen kann sich ein Mandant, wenn dieses zur Begehung einer Straftat missbraucht wird.
Nach der Rechtsprechung des Gerichtshofes der Europäischen Union, C-550/07, Akzo-Nobel-Entscheidung, ist im Bereich des Wettbewerbsrechts der unternehmensinterne Schriftverkehr mit einem Syndikusanwalt nicht durch das Anwaltsgeheimnis geschützt. Das Anwaltsgeheimnis gilt somit in diesem Zusammenhang nur zwischen einem Rechtsanwalt und seinem Mandanten – nicht aber zwischen einem Angestellten und seinem Arbeitgeber.

## Durchbrechung des Anwaltsgeheimnisses
Das Anwaltsgeheimnis kann unter Umständen durchbrochen werden, wenn die Einhaltung dem Willen des Mandanten widersprechen würde (z. B. wenn dieser bereits verstorben ist zur Auslegung seines Testamentes) oder wenn es erforderlich ist, weil sich der Rechtsanwalt in einem Disziplinar- oder Gerichtsverfahren selbst verteidigen muss (je nach Umstände aber nur sehr eingeschränkt möglich) oder wenn der Rechtsanwalt Ansprüche gegen den Mandanten durchsetzen muss (z. B. auf Zahlung des Honorars – auch hier unter Umständen nur sehr eingeschränkt möglich, insbesondere bleibt die Pflicht zur Wahrung der Geheimhaltung grundsätzlich bestehen, wenn andernfalls der Mandant der Gefahr eines Strafverfahrens ausgesetzt würde).

## Sanktionen
Die Verletzung des Anwaltsgeheimnisses durch den Rechtsanwalt oder seine Hilfskräfte kann zum Verlust des Mandates führen, zu Schadenersatzansprüchen sowie zu einem Disziplinarverfahren vor der zuständigen Rechtsanwaltskammer bzw. dem Anwaltsgericht. Eine Verletzung der Verschwiegenheitspflicht durch den Rechtsanwalt oder seine bei ihm tätigen Mitarbeiter und Auszubildenden wird außerdem gem. § 203 Abs. 1 Nr. 3, Abs. 3 StGB bestraft.